# Lignières-Orgères
Lignières-Orgères är en kommun i departementet Mayenne i regionen Pays de la Loire i nordvästra Frankrike. Kommunen ligger i kantonen Couptrain som tillhör arrondissementet Mayenne. År 2022 hade Lignières-Orgères 710 invånare.

## Befolkningsutveckling
Antalet invånare i kommunen Lignières-Orgères
| Referens: INSEE |